# Dampfnudel
I dampfnudel (letteralmente pasta al vapore) sono un dolce bavarese e palatino, anche diffuso nel resto della Germania meridionale, in Austria, nell'Alsazia e nel Trentino-Alto Adige. Si tratta di una variante degli gnocchi di pasta lievitata tipici della cucina bavarese e vengono preparati facendo cuocere al vapore o al forno un impasto di pane lievitato e zuccherato. Essi vengono generalmente accompagnati da una salsa dolce alla vaniglia e possono essere farciti con un ripieno a base di frutta o confettura. Possono anche essere accompagnati da crema pasticcera, salsa al vino o composta.
La parola nudel ("pasta") è probabilmente una variante di knödel ("canederli"), che appartiene a un grande gruppo di parole tedesche che esprimono un indurimento della sillaba iniziale come, ad esempio, knoten, knuddel, knolle, knospe, knauf e knopf.

## Caratteristiche
I dampfnudel sono a base di una pasta ottenuta mescolando latte, farina, lievito, sale, zucchero, burro e, a volte, uova. La ricetta bavarese dei dampfnudel prevede che essi vengano cucinati per circa venti minuti in un contenitore antiaderente chiuso con latte e burro. Oltre a essere un dolce, i dampfnudel possono costituire una portata principale ed essere serviti con crauti, lattuga, cetrioli o una salsa a base di funghi e panna.
Nel Palatinato, altra area in cui sono considerati un piatto tradizionale, i dampfnudel vengono cotti in acqua salata e grasso ed accompagnati da salse dolci che possono essere a base di vino, vaniglia o frutta fra cui prugne mirabelle e pere. Nella regione palatina possono anche divenire un piatto salato consumato assieme a zuppa di patate, spezzatino o carne di maiale.

## Origini
Le origini dei dampfnudel sono incerte. Secondo le testimonianze, gli gnocchi al vapore sembrano risalire al sedicesimo secolo, quando la Germania era coinvolta nella guerra dei trent'anni. Secondo le testimonianze, essi sarebbero stati inventati da un fornaio di nome Johanes Muck, costretto a sfamare un esercito svedese che minacciava saccheggi e uccisioni in una non precisata città palatina.
L'origine dei dampfnudel è tuttavia controversa e viene rivendicata dalla Baviera e dal Palatinato. Quando il ministero dell'Agricoltura bavarese ha incluso gli gnocchi al vapore in un database contenente le specialità della Baviera, Hendrik Hering, ministro dell'Agricoltura della Renania-Palatinato, ha inviato una missiva di protesta contro il politico bavarese Josef Miller. Tuttavia, il ministero di Monaco ha assicurato che gli gnocchi al vapore "sicuramente non appartengono" alle specialità che la Baviera vuole proteggere in tutta l'Unione Europea.